# Kris Bowers
Kristopher Bowers (Los Angeles, 5 aprile 1989) è un compositore, musicista, produttore discografico e regista statunitense.
Ha composto colonne sonore per film, tra cui Green Book, Una famiglia vincente - King Richard e Il colore viola, e per serie televisive, tra cui Bridgerton, Mrs. America, Dear White People e When They See Us.
Bowers ha ricevuto un Daytime Emmy Award nella categoria miglior colonna sonora/compilation in un film non drammatico per l'adattamento di Amazon Prime di The Snowy Day. I suoi lavori gli sono valsi molteplici candidature ai Primetime Creative Arts Emmy Award, ai Grammy Award e ai Critics' Choice Awards. Bowers è anche stato candidato al'Oscar al miglior cortometraggio documentario per il suo lavoro di co-regia con Ben Proudfoot di A Concerto Is a Conversation.
Nel corso della sua carriera Bowers ha composto, suonato e collaborato con Jay-Z, Kanye West, José James, Alicia Keys, Kelly Rowland, Jennifer Hudson, Audra McDonald, Mary J. Blige e Beyoncé.

## Biografia
Bowers è nato a Los Angeles, in California, nel 1989, figlio di Eric Lee Bowers, sceneggiatore cinematografico e televisivo e Kimberle Bowers, dirigente della piattaforma televisiva statunitense DirecTV. Bowers studiato jazz con Mulgrew Miller e Donald Vega alla Los Angeles County High School for the Arts e ha frequentato la Colburn School per la formazione classica, prima di trasferirsi a New York per frequentare la Juilliard School per il conseguimento del diploma e del master.
Nel corso dei suoi studi, Bowers ha pubblicato il suo album di debutto, Blue in Green, per l'etichetta giapponese M&I nel 2010, assieme al il bassista Ben Williams e il batterista Clarence Penn. Bowers ha fatto il suo debutto nella produzione discografica con l'album Watch the Throne di Jay-Z e Kanye West nel 2011. Nello stesso anno, ha vinto il Thelonious Monk International Piano Competition tenutosi presso il John F. Kennedy Center for the Performing Arts a Washington, D.C.. La sua prima composizione cinematografica è stata per il documentario Elaine Stritch: Shoot Me del 2013.
Nel 2014 firma un contratto con la Concord Records, pubblicando Heroes + Misfits, debuttando al primo posto della classifica jazz di ITunes. Nello stesso anno Bowers si è esibito all'International Jazz Day Concert in Giappone, al Festival de Jazz de Vitoria-Gasteiz in Spagna e al London Jazz Festival nel Regno Unito.

### 2015-2019: I primi progetti televisivi e cinematografici conThe Snowy DayeGreen Book
Nel 2016, Bowers è stato invitato a esibirsi alla Casa Bianca per l'International Jazz Day Concert ospitato dal Presidente degli Stati Uniti d'America Barack Obama e dalla First lady Michelle Obama. Nel 2017 partecipa alla realizzazione delle musiche dell'adattamento di Amazon Prime del libro The Snowy Day, vincendo un Daytime Emmy Award nella categoria miglior colonna sonora/compilation in un film non drammatico
Nel 2018 Bowers ha scritto la colonna sonora del film Green Book, ottenendo una candidatura ai Critics' Choice Awards alla miglior colonna sonora. Nel corso delle riprese ha inoltre insegnato a suonare il pianoforte a Mahershala Ali, eseguendo al suo posto alcune riprese. L'anno successivo scrive e compone le musiche delle serie televisive When They See Us, Dion, e Black Monday.

### 2020-presente: il successo conBridgertone il debutto da regista conA Concerto Is a Conversation
Nel 2020 Bowers scrive la colonna sonora di Respect, docufilm sulla vita di Aretha Franklin, collaborando con Jennifer Hudson, Audra McDonald e Mary J. Blige. Nello stesso anno partecipa alla colonna sonora di Bad Hair, prodotta e interpretata assieme a Kelly Rowland e Justin Simien, e scrive e compone la colonna sonora della miniserie Mrs. America.  Sempre nel 2020 Bowers viene scritturato per comporre le musiche per la serie televisiva Bridgerton, ottenendo candidature per il suo lavoro ai Grammy Awards, Primetime Creative Arts Emmy Award, NAACP Image Award e Black Reel Awards.
Nel 2021 intraprende la carriera da regista con il documentario A Concerto Is a Conversation, assieme a Ben Proudfoot e con la produzione di Ava DuVernay. Il progetto cinematografico riceve una candidatura ai Premi Oscar 2022 nella categoria al miglior cortometraggio documentario. Nello stesso anno viene distribuito Una famiglia vincente - King Richard, di cui Bowers cura la colonna sonora in cui Beyoncé canta la canzone originale Be Alive. Bowers viene inserito tra i finalisti dei Premi Oscar 2022 alla migliore colonna sonora, non ottenendo la candidatura nella fase finale.
Nel 2023 viene scelto per comporre la colonna sonora della miniserie La regina Carlotta: Una storia di Bridgerton. Oltre a curare la colonna sonora originale, Bowers rimaneggia alcuni brani pop e R&B in chiave classica, collaborando inoltre con Alicia Keys nel rimaneggiamento del brano If I Ain't Got You - Orchestral. Nel corso dell'anno torna a collaborare con la regista Ava DuVernay nel film Origin e alla seconda trasposizione cinematografica de Il colore viola di Blitz Bazawule.

## Vita privata
Bowers si è sposato con Briana Nicole Henry nel 2020. Nel febbraio 2022 la coppia ha avuto una figlia.

## Influenze musicali
Bowers fonde la sua formazione jazz con le innegabili influenze dell'R&B contemporaneo, della musica elettronica e dell'impressionismo musicale.

## Filmografia

### Colonne sonore

#### Cinema
- Green Book, regia di Peter Farrelly (2018)
- Bad Hair, regia di Justin Simien (2020)
- Gli Stati Uniti contro Billie Holiday (The United States vs. Billie Holiday), regia di Lee Daniels (2021)
- Space Jam: New Legends (Space Jam: A New Legacy), regia di Malcolm D. Lee (2021)
- Respect, regia di Liesl Tommy (2021)
- Una famiglia vincente - King Richard (King Richard), regia di Reinaldo Marcus Green (2021)
- Chevalier, regia di Stephen Williams (2022)
- La casa dei fantasmi (Haunted Mansion), regia di Justin Simien (2023)
- Origin, regia di Ava DuVernay (2023)
- The Color Purple, regia di Blitz Bazawule (2023)
- Bob Marley - One Love, regia di Reinaldo Marcus Green (2024)
- Il robot selvaggio, regia di Chris Sanders (2024)

#### Televisione
- American Masters - serie TV, 1 episodio (2016)
- Religion of Sports - serie TV, 4 episodi (2016)
- The Snowy Day - film TV, (2016)
- Dear White People - serie TV, 40 episodi (2017-2021)
- Warriors of Liberty City - serie TV, 4 episodi (2018)
- For the People - serie TV, 20 episodi (2018-2019)
- When They See Us - miniserie TV, 4 puntate (2019)
- Dion (Raising Dion) - serie TV (2019-in corso)
- Black Monday - serie TV, 23 episodi (2019-2021)
- Star Trek: Short Treks - serie TV, 1 episodio (2019)
- Mrs. America - miniserie TV, 9 puntate (2020)
- Bridgerton - serie TV (2020-in corso)
- Colin in Black & White - miniserie TV, 6 puntate (2022)
- Inventing Anna - miniserie TV, 9 puntate (2022)
- DMZ  - miniserie TV, 4 puntate (2022)
- We Own This City - Potere e corruzione (We Own This City) - miniserie TV, 6 puntate (2022)
- Secret Invasion - miniserie TV (2023)
- La regina Carlotta: Una storia di Bridgerton - miniserie TV, 6 puntate (2023)

#### Documentari
- Elaine Stritch: Shoot Me, regia di Chiemi Karasawa (2013)
- Seeds of Time, regia di Sandy McLeod (2013)
- Kobe Bryant's Muse, regia di Gotham Chopra (2015)
- I Am Giant: Victor Cruz, regia di Gotham Chopra (2015)
- Play It Forward, regia di Andrea Blaugrund Nevins (2015)
- Copwatch, regia di Camilla Hall (2017)

### Regista
- A Concerto Is a Conversation, coregia con Ben Proudfoot (2021) - documentario

## Videogiochi
- Madden NFL 20 (2019)
- Madden NFL 21 (2020)

## Discografia
Album in studio
- Blue in Green (2010)
- Heroes + Misfits  (2014)

### Compositore e produttore
- Watch the Throne di Jay-Z e Kanye West (2011)
- Creole Soul di Etienne Charles (2013)
- Cover Art di Next Collective (2013)
- Klassik Rock, Vol. 1 di Robin Eubanks (2014)
- While You Were Sleeping di José James (2014)
- Rising Son di Takuya Kuroda (2014)
- Chameleon di Harvey Mason (2014)
- We Got It from Here... Thank You 4 Your Service di A Tribe Called Quest (2016)
- The Mood di Maurice Brown (2017)

## Premi e riconoscimenti

### Premi principali
Academy Awards
- 2021 – Candidatura al miglior cortometraggio documentario per A Concerto Is a Conversation[30]
- 2024 - Miglior cortometraggio documentario per The Last Repair Shop

Daytime Creative Arts Emmy Awards
- 2017 – Miglior colonna sonora/compilation non drammatico per The Snowy Day

Grammy Award
- 2020 – Candidatura al miglior arrangiamento, strumentale o a cappella per Blue Skies
- 2022 – Candidatura alla migliore colonna sonora per media visivi per Bridgerton' Season 1 Soundtrack

Primetime Creative Arts Emmy Award
- 2019 – Candidatura alla per la migliore composizione musicale per When They See Us[33]
- 2020 – Candidatura alla per la migliore composizione musicale per Mrs. America[34]
- 2021 – Candidatura alla migliore musica per il titolo della colonna sonora originale per Bridgerton[35]
- 2021 – Candidatura alla per la migliore composizione musicale per una serie per Bridgerton[35]

### Altri premi e riconoscimenti
Black Reel Awards
- 2019 – Candidatura alla miglior colonna sonora musicale di una serie televisiva per When They See Us
- 2022 – Candidatura alla miglior colonna sonora per Respect[36]
- 2022 – Miglior colonna sonora musicale di una serie televisiva per Bridgerton[37]
- 2024 – Migliore colonna sonora per Il colore viola[38]
- 2024 – Migliore partitura musicale per Il colore viola

Critics' Choice Awards
- 2018 – Candidatura alla miglior colonna sonora per Green Book[39]

Hollywood Music in Media Awards
- 2018 – Candidatura alla migliore colonna sonora originale in un film per Green Book[40]
- 2019 – Migliore colonna sonora in una serie televisiva/serie limitata per When They See Us[41]
- 2021 – Candidatura alla migliore canzone colonna sonora originale in una serie televisiva/serie limitata per Together All the Way in Dear White People[42]
- 2021 – Candidatura alla migliore colonna sonora originale in un film per Una famiglia vincente - King Richard[42]

NAACP Image Award
- 2023 – Candidatura alla miglior colonna sonora per Bridgerton' Season 2 Soundtrack[43]

San Francisco International Film Festival
- 2021 – Candidatura al miglior film per una famiglia per A Concerto Is a Conversation[44]
- 2021 – Special Jury Award per A Concerto Is a Conversation[44]

Society of Composers & Lyricists Awards
- 2020 – Candidatura al miglior colonna sonora originale per una produzione televisiva o in streaming per When They See Us[45]
- 2022 – Candidatura al miglior canzone originale per una produzione di media visivi comica o musicale per Together All the Way in Dear White People[46]